# Merritt Pattersonová
Merritt Pattersonová (* 2. září 1990 Whistler, Britská Kolumbie, Kanada) je kanadská herečka, modelka a tanečnice. Proslavila se rolemi v seriálech Ravenswood a Královská rodina.

## Životopis a kariéra
Narodila se ve Whistleru v Britské Kolumbii v Kanadě. Již v mladém věku si zamilovala umění. Začala soutěžit v tanci v 11 letech a pokračovala během střední školy. Během té doby se také věnovala divadlu a modelingu. V roce 2006 vyhrála soutěž krásy pro teeenagery "Canadian Herbal Essences" z 10 000 dívek.
Filmový a televizní debut přišel s vedlejší roli v seriálu stanice Freeform Kyle XY. Následovala role ve filmu Percy Jackson: Zloděj blesku.
V roce 2013 získala jednu z hlavních rolí televizního seriálu, vysílaného stanicí Freeform, Ravenswood, spin-offu seriálu Prolhané krásky. V roce 2015 začala hrát hlavní roli seriálu stanice E! Královská rodina. V roce 2006 byla obsazena do druhé řady seriálu The Art of More, kde hraje dceru postavy. kterou hrál Dennis Quaid.

## Filmografie

### Film
| Rok  | Název                        | Role                         | Poznámky            |
| ---- | ---------------------------- | ---------------------------- | ------------------- |
| 2009 | Díra                         |                              |                     |
| 2010 | Percy Jackson: Zloděj blesku | Dívka                        |                     |
| 2011 | Next Door Nightmare          | Dívka                        | krátkometrážní film |
| 2012 | Revel                        | Hera                         | krátkometrážní film |
| 2012 | Rufus                        | Tracy                        |                     |
| 2014 | Kid Cannabis                 | Nicole Greffard              |                     |
| 2014 | Primary                      | Sara Jasper                  |                     |
| 2014 | Doupě vlků                   | Angelina Timmins             |                     |
| 2018 | Unbroken: Path to Redemption | Cynthia Applewhite-Zamperini |                     |

### Televize
| Rok       | Název                                         | Role               | Poznámky                           |
| --------- | --------------------------------------------- | ------------------ | ---------------------------------- |
| 2006      | Kyle XY                                       | Ashleigh Redmond   | díly: „Diving In“ a „Endgame“      |
| 2009      | Lovci duchů                                   | Roztleskávačka     | díl: „After School Special“        |
| 2010      | Změna je život                                | Nicole             | díl: „Bong Intercepted“            |
| 2011      | Rota                                          | Miranda            | díl: „This Bird You Cannot Change“ |
| 2011      | Železný Golem                                 | Claire             | TV film                            |
| 2012      | The Pregnancy Project                         | Maddie             | TV film                            |
| 2012      | Rádio Rebel                                   | Stacy DeBane       | TV film                            |
| 2012      | Rufus                                         | Tracy              | TV film                            |
| 2012      | The Selection                                 | Ashley Brouillette | nevysílaný televizní pilot         |
| 2013–2014 | Ravenswood                                    | Olivia Matheson    | hlavní role, 10 dílů               |
| 2014      | Primary                                       | Sara Jasper        | TV film                            |
| 2015      | Damaged                                       | Taran Hathaway     | TV film                            |
| 2015      | Královská rodina                              | Ophelia Pryce      | hlavní role (1. řada), 11 dílů     |
| 2016      | Motiv                                         | Liz Kerr           | díl: „Přirozený výběr“             |
| 2016      | The Art of More                               | Olivia Brukner     | hlavní role (2. řada)              |
| 2017      | Královská zima                                | Maggie Marks       | TV film                            |
| 2017      | Děsné rande                                   | Leigh Rynes        | TV film                            |
| 2017      | The Christmas Cottage                         | Lacey Quinn        | TV film                            |
| 2018      | Svatební pochod 4 – Něco nového, něco starého | Amy                | TV film                            |
| 2018      | Evil Daughter                                 | Hillary Campbell   | TV film                            |
| 2018      | Vánoce v paláci                               | Katie              | TV film                            |
| 2019      | Picture a Perfect Christmas                   | Sophie             | TV film                            |
| 2019      | Forever in My Heart                           | Jenna              | TV film                            |
| 2020      | Bad Date Chronicles                           |                    | TV film                            |
| 2020      | The Now                                       | April              | mini-série                         |